# Hubert Molander
Hubert Molander ist ein österreichischer Musikproduzent und Songschreiber.

## Leben
Molander ist seit 1995 freiberuflicher Songwriter, Musikproduzent und betreibt ein Tonstudio und Label in Graz. Seine Werke erschienen in den USA, Japan, Schweden, Holland, Kanada, Deutschland und Österreich. Er wirkte auf CDs unter anderem von Beatrice Egli, Glasperlenspiel, Mêlée, Rimini Project, Thomas Anders, DJ BoBo, DJ Ötzi, Kastelruther Spatzen mit. Im Jahr 2017 war er für den Amadeus Austrian Music Award in der Kategorie Songwriter des Jahres mit Emanuel Treu für Kick im Augenblick nominiert. Er schrieb außerdem Scores für Audi, Siemens und Grawe.
Im Jahr 2021 gewann er gemeinsam mit Emanuel Treu den Amadeus Austrian Music Award in der Kategorie „Songwriter des Jahres“ für den Song Traktorführerschein von Melissa Naschenweng.

## Diskografie (Auswahl)
- 2000: Wake Up von Rimini Project
- 2001: Movin´Around von Rimini Project
- 2002: Heart Beats von Rimini Project
- 2006: Maria Angela von Oliver Haidt
- 2007: Sternstunden von DJ Ötzi
- 2010: Boy Like You von Charlee
- 2010: Ich fange nie mehr was an einem Sonntag an von Oliver Haidt
- 2011: Good To Be Bad von Charlee
- 2013: Mit den Augen einer Frau von Nockalm Quintett
- 2014: Dance von Darius & Finlay & Marwill
- 2014: Circus von DJ Bobo
- 2014: Immer Noch von Die Paldauer
- 2015: Jeder Atemzug für dich von Anna Maria Zimmermann
- 2016: Kick im Augenblick von Beatrice Egli
- 2017: 3000 Jahre von Die Paldauer
- 2017: Spektakulär von Julian David
- 2017: Feuerwerk von Thomas Anders
- 2017: In der Nacht von Nockalm Quintett
- 2017: Auf einmal (Weihnachtsschlager) von Schlagerstars für Kinder
- 2018: Schlager von Vanessa Mai